# Drveće i Rijeke
Drveće i Rijeke je album sastava Pips, Chips & Videoclips.

## Pjesme
1. dobro (04:50)
2. susjedi (04:45)
3. sebastian (05:22)
4. baka lucija (04:05)
5. ne igraj se isusa (04:53)
6. vjetar (04:22)
7. lula s dedom (02:13)
8. mrgud, gorostas i tat (04:23)
9. kako funkcioniraju stvari (03:17)
10. mak (04:45)
11. glavom pod vodom (03:17)
12. bajka (04:54)
13. porculan (03:25)
14. 2x2 (06:01)
15. spava (02:50)